# Law and Disorder (Beverly Hills, 90210)
Law and Disorder is de tweeëntwintigste aflevering van het achtste seizoen van het tienerdrama Beverly Hills, 90210, die voor het eerst werd uitgezonden op 4 maart 1998.

## Plot
De civiele rechtszaak die Valerie tegen Noah heeft aangespannen is begonnen, Valerie neemt als eerste plaats in de getuigenbank en vertelt wat er volgens haar gebeurd is. Zij verklaart dat er Rohypnol in haar bloed gevonden is en dat zij zo bedwelmd was zodat Noah haar kon verkrachten. Noah verklaart dat de seks vrijwillig was en dat hij haar niet verkracht heeft en dat hij haar niets toegediend heeft. De verdediging vertelt de jury in de rechtbank over haar vele leugens die Valerie in het verleden vertelt heeft en vraagt haar waarom zij haar nu wel moeten geloven. Dan wordt Josh opgeroepen in de getuigenbank en wordt hem gevraagd wat hij gezien heeft voordat Valerie en Noah naar boven gingen, hij vertelt dat hij hun zag drinken en vertelt niet dat hij de drug in haar drankje heeft gedaan. Dit zet de vriendengroep nog meer onder druk over wie ze moeten geloven, David blijft Valerie voor 100 % trouw en de rest twijfelt en neigen toch Noah te geloven dit tot grote frustratie van Valerie.
Ondertussen blijkt dat Donna steeds meer verslaafd raakt aan de pijnstillers en de rechtszaak tegen Noah doet dit ook geen goed. Op haar werk komt zij ook onder druk te staan als haar baas haar een deadline oplegt voor een nieuwe kledinglijn, dit zorgt ervoor dat zij besluit om ideeën te stelen van haar assistente. Donna heeft weer geen pillen en dit zorgt ervoor dat zij naar de boot van Noah gaat om pillen te gaan zoeken in de spullen van Josh en dan vindt ze daar een doosje met pillen wat de naam draagt Rohypnol. Dan komen Josh en Noah binnen en zien Donna staan zoekend in de spullen van Josh en vragen zich af wat zij aan het doen is. Donna confronteert Josh met de gevonden Rohypnol en Josh vertelt hun dat dit medicijnen van hem zijn maar Donna en Noah geloven hem niet en vragen door. Dan biecht Josh het hele verhaal op en Noah wordt woedend op hem en verplicht hem om de waarheid tegen iedereen te gaan vertellen. Nu de waarheid aan het licht is gekomen, wordt de rechtszaak afgeblazen en Noah betuigt zijn spijt tegen Valerie en vertelt haar dat Josh berecht zal worden en dat zijn geld hem hier niet uitkrijgt. Als Noah later Donna wil gaan opzoeken, vindt hij haar bewusteloos in haar woonkamer door een overdosis.
David is bezig om met de band Jasper's Law naam te maken in de muziekindustrie en dan krijgen ze maken met een nieuwe productieleider van de platenlabel die vertelt David dat zij verder willen alleen met hem. David is geschokt en wil de rest van de band niet afvallen en weigert, maar de drang naar roem wint van zijn gedachten en gaat er toch op in. Dit tot grote woede van Jasper die hem vertelt dat hij een verrader is. David krijgt een Porsche van de platenlabel en besluit dan dat hij een goede keus heeft gemaakt.

## Rolverdeling
- Jason Priestley - Brandon Walsh
- Jennie Garth - Kelly Taylor
- Ian Ziering - Steve Sanders
- Brian Austin Green - David Silver
- Tori Spelling - Donna Martin
- Tiffani Thiessen - Valerie Malone
- Joe E. Tata - Nat Bussichio
- Lindsay Price - Janet Sosna
- Vincent Young - Noah Hunter
- Michael Durrell - Dr. John Martin
- Michael Trucco - Josh Hunter
- Robert Curtis Brown - Robert Gwinnet
- Paul Popowich - Jasper McQuade
- Season Hubley - Karen Evans
- Yorgo Constantine - Frank Saunders